# Pellérd
Pellérd is een plaats (község) en gemeente in het Hongaarse comitaat Baranya. Pellérd telt 1984 inwoners (2001).
In Pellérd zijn archeologische vondsten gedaan uit de Romeinse tijd. De eerste vermelding van de plaats dateert uit 1305. Het dorp is tijdens de Turkse bezetting bijna volledig met de grond gelijk gemaakt, maar werd kort na de verdrijving van de Turken weer bevolkt - wat blijkt uit het kerkje uit 1700.